# Судиноруховий центр
Судинорухови́й (вазомоторний) центр (англ. vasomotor center) — група нейронів, котрі знаходяться у вентральній частині довгастого мозку. Складається із пресорної, депресорної і сенсорної ділянок, виконує тонічну (підтримує судинний тонус) і рефлекторну (за допомогою ряду рефлексів стабілізує артеріальний тиск на відносно сталому оптимальному рівні) функції.
У людини виділяють 3 скупчення нейронів, кожне площею 2 мм² та висотою 0,2-0,6 мм. Серед них розрізняють зони М, S та L. Зони S i М утворюють пресорний центр, розташовані у передній (ростральній) вентролатеральній частині довгастого мозку та складаються з нейронів симпатичної нервової системи, які виділяють нейромедіатор адреналін. Подразнення цих нейронів призводить до скорочення стінок судин. Нейрони зони L, розташованої в задній (каудальній) частині), є місцевими інтернейронами, що гальмують активність симпатичних нейронів пресорного центру, й завдяки цьому розслабляють м'язи стінок судин.